# خور کرتی
خور کرتی که به آن خور رَپچ یا راپچ نیز گفته می‌شود، یک خور در دریای عمان در نزدیکی جاسک در استان هرمزگان است که بخش‌هایی از آن در استان سیستان و بلوچستان واقع شده‌است. از این خور به عنوان بزرگ‌ترین خور خاورمیانه یاد می‌شود.
خور کرتی از ۵٫۰ تا ۱٫۸ متر عمق دارد هر چند نزدیک دهانه، عمق آن میان ۲٫۷ تا ۱۲ متر است. این خور با رود رپچ که از نزدیکی خور می‌گذرد، ارتباطی ندارد. میان خور تپه‌هایی شنی پدید آمده‌است. خور گالک در ۱۵ کیلومتری شرق این خور قرار دارد.